# (24160) 1999 VS207
(24160) 1999 VS207 est un astéroïde de la ceinture principale découvert en 1999.

## Description
(24160) 1999 VS207 a été découvert le 9 novembre 1999 à l'observatoire astronomique Santa Lucia de Stroncone, dans la ville de Stroncone, en Italie, par l'Observatoire astronomique Santa Lucia de Stroncone.

### Caractéristiques orbitales
L'orbite de cet astéroïde est caractérisée par un demi-grand axe de 2,38 UA, un périhélie de 2,06 UA, une excentricité de 0,13 et une inclinaison de 2,80° par rapport à l'écliptique. Du fait de ces caractéristiques, à savoir un demi-grand axe compris entre 2 et 3,2 UA et un périhélie supérieur à 1,666 UA, il est classé, selon la JPL Small-Body Database, comme objet de la ceinture principale.

### Caractéristiques physiques
(24160) 1999 VS207 a une magnitude absolue (H) de 15,4 et un albédo estimé à 0,312.